# Salesópolis
Salesópolis là một đô thị tại bang São Paulo, Brasil. Đô thị này có diện tích 426 km², dân số năm 2004 là 15.281 người, mật độ dân số 35,87 người/km². Đây là một đô thị thành phần của vùng đô thị São Paulo. Đô thị này cách thủ phủ bang São Paulo 94 km, nằm ở độ cao 850 m. Khí hậu ở đây bán nhiệt đới. Theo thống kê năm 2000, đô thị này có chỉ số phát triển con người 0,748, tỷ lệ biết đọc biết viết là 86,14%. 
Sông Tietê chảy qua phía bắc đô thị này còn phía nam là núi rừng.

### Thông tin nhân khẩu
Dữ liệu dân số theo điều tra dân số năm 2000
Tổng dân số: 14.357
- Urbana: 8.741
- Rural: 5.616
- Homens: 7.263
- Mulheres: 7.094

Mật độ dân số (người/km²): 33,72
Tỷ lệ tử vong trẻ sơ sinh dưới 1 tuổi (trên một triệu người): 21,42
Tuổi thọ bình quân (tuổi): 68,50
Tỷ lệ sinh (số trẻ trên mỗi bà mẹ): 2,41
Tỷ lệ biết đọc biết viết: 86,14%
Chỉ số phát triển con người (HDI-M): 0,748
- Chỉ số phát triển con người - Thu nhập: 0,698
- Chỉ số phát triển con người - Tuổi thọ: 0,725
- Chỉ số phát triển con người - Giáo dục: 0,822

(Nguồn: IPEADATA)

## Các đô thị giáp ranh
Đô thị này giáp các đô thị sau:
| Tây Bắc: Guararema  | Bắc: Santa Branca | Đông Bắc: Paraibuna     |
| Tây: Biritiba-Mirim | Salesópolis       | Đông: Caraguatatuba     |
|                     | Nam: Bertioga     | Đông Nam: São Sebastião |

### Sông ngòi
- Sông Tietê
- Sông Paraitinga
- Sông Claro

### Các xa lộ
- SP-77
- SP-88